# George W. Atkinson
George Wesley Atkinson, född 29 juni 1845 i Kanawha County i Virginia (nuvarande West Virginia), död 4 april 1925 i Charleston i West Virginia, var en amerikansk politiker (republikan). Han var ledamot av USA:s representanthus 1890–1891 och West Virginias guvernör 1897–1901.
Atkinson efterträdde 1897 William A. MacCorkle som guvernör och efterträddes 1901 av Albert B. White.
Atkinson avled 1925 och gravsattes på Spring Hill Cemetery i Charleston i West Virginia.